# Hetyefő
Hetyefő je vas na Madžarskem, ki upravno spada pod podregijo Sümegi Županije Veszprém.